# Francesco Bolzoni
Francesco Bolzoni (ur. 7 maja 1989 w Lodi) – włoski piłkarz, grający na pozycji pomocnika w Spezii, były młodzieżowy reprezentant Włoch.

## Kariera
W sezonie 2006/2007 zdobył z młodzieżowym zespołem Interu mistrzostwo Włoch do lat 20 – Trofeo Giacinto Facchetti. W 2008 roku Bolzoni zwyciężył z Interem w Torneo di Viareggio – największym młodzieżowym turnieju piłkarskim na świecie. 24 maja 2009 roku zadebiutował w lidze włoskiej seniorów, zmieniając w trakcie meczu z Cagliari Calcio Cristiana Chivu. Dzięki temu występowi do sukcesów zalicza mu się również mistrzostwo Włoch zdobyte przez podstawową drużynę Interu w sezonie 2008/2009.
W lecie 2009 został graczem Genoi, do której trafił w ramach rozliczenia za Thiago Mottę. Jeszcze przed debiutem został jednak wypożyczony do drugoligowego Frosinone Calcio. Latem 2010 przeszedł do Sieny, a w 2013 do US Palermo. Następnie grał w Novarze, a w 2017 przeszedł do Spezii.